# Бырза-Река
Бырза-Река (болг. Бърза река) — село в Болгарии. Находится в Кырджалийской области, входит в общину Черноочене. Население составляет 46 человек.

## Политическая ситуация
В местном кметстве Патица, в состав которого входит Бырза-Река, должность кмета (старосты) исполняет Саид Рамадан Ахмед (Движение за права и свободы (ДПС)) по результатам выборов.
Кмет (мэр) общины Черноочене — Айдын Ариф Осман (Движение за права и свободы (ДПС)) по результатам выборов.